# Estação Réaumur - Sébastopol
Réaumur - Sébastopol é uma estação das linhas 3 e 4 do Metrô de Paris, localizada no limite do 2.º e do 3.º arrondissements de Paris.

## História

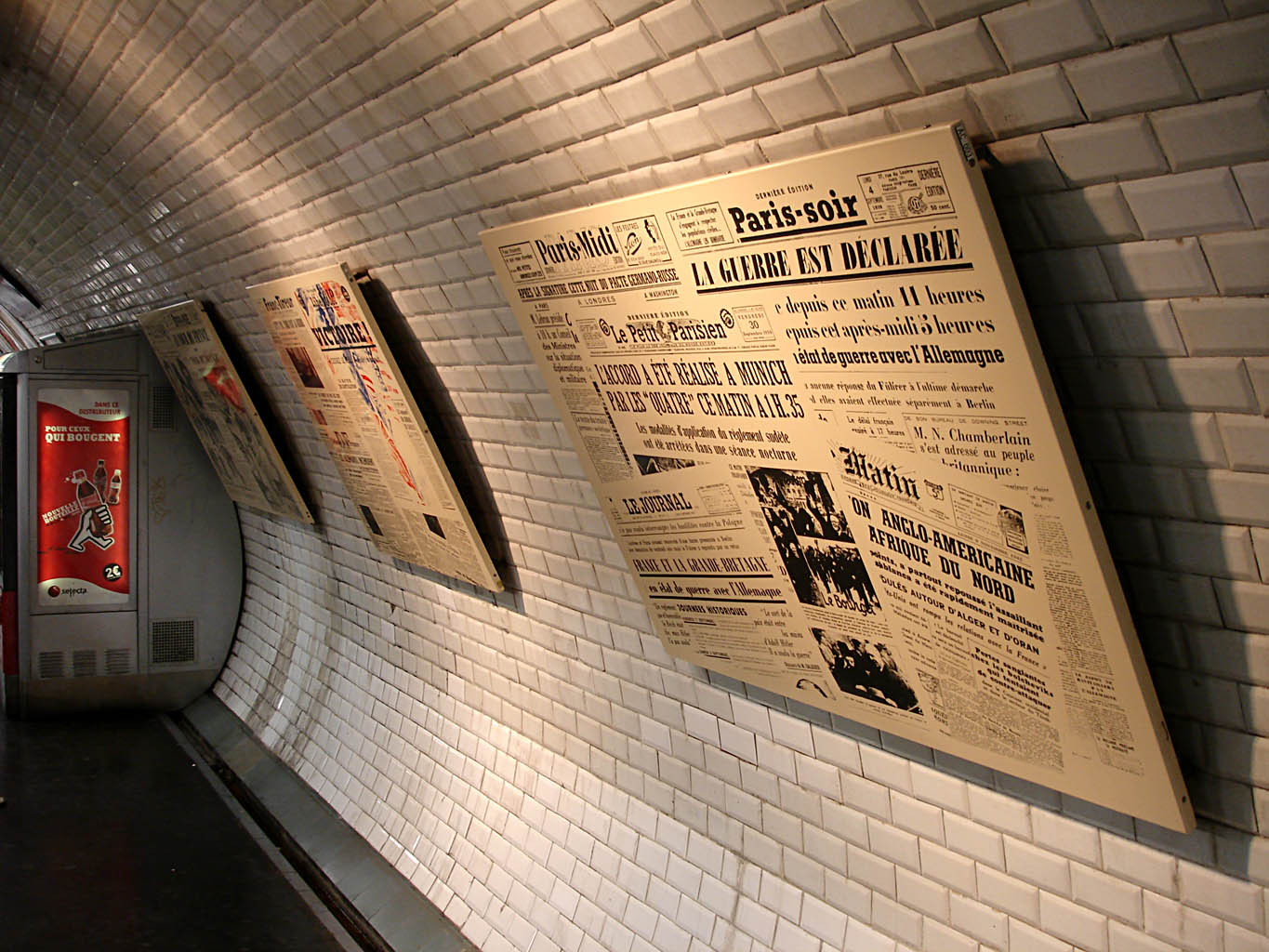
Um jornal de época

Ele foi aberta sob o nome de Rue Saint-Denis em 19 de novembro de 1904, com a inauguração do primeiro trecho da linha 3, entre as estações Villiers e Père Lachaise.
Ele levou seu nome atual em 15 de outubro de 1907.
Em 21 de abril de 1908, a estação da linha 4 foi aberta.
As plataformas da linha 3 apresentam painéis mostrando "a página um" de jornais em relação com a Segunda Guerra Mundial.

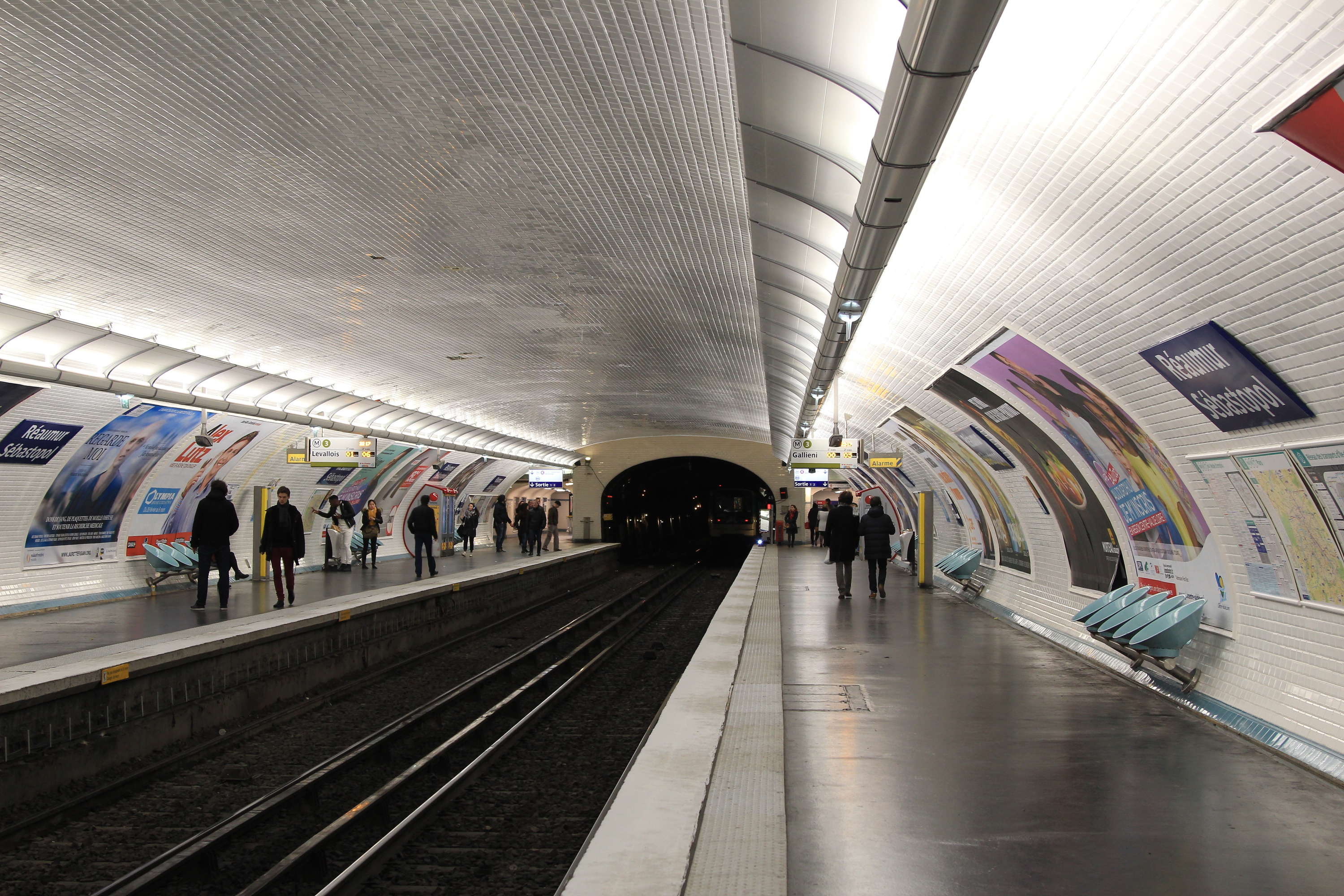
As plataformas da linha 3.

Seu nome faz referência à rue Réaumur e ao boulevard de Sébastopol, que se cruzam acima da estação.
René-Antoine Ferchault de Réaumur (1683-1757) foi químico, físico e naturalista francês. Ele é o inventor do termômetro com álcool.
Sebastopol é uma cidade no sudoeste da península da Crimeia, que foi o local de uma batalha da guerra da Crimeia em 1855, onde foi conquistada pelos Franceses e pelos Britânicos depois de um ano de cerco de outubro de 1854 a setembro de 1855.
No âmbito do programa de "Renovação do Metrô" (RNM), a estação esteve em obras de 4 de março de 2013 a 30 de junho de 2014.
Em 2011, 5 860 077 passageiros entraram nesta estação. Ela viu entrar 4 925 640 passageiros em 2013, o que a coloca na 88ª posição das estações de metrô por sua frequência.
De 28 de agosto a 26 de novembro de 2017, as plataformas da linha 4 foram fechadas para obras de renovação de elevação das plataformas tendo em vista a automatização da linha.

## Serviços aos Passageiros

### Acessos
- Square Émile-Chautemps
- 68, rue Réaumur,
- 81, rue Réaumur,
- Rue de Palestro

### Plataformas
As plataformas das duas linhas são de configuração padrão: eles são plataformas laterais separadas pelas vias do metrô situadas ao centro. As plataformas da linha 3 possuem uma abóbada elíptica. A decoração das suas plataformas é do estilo utilizado pela maioria das estações de metrô: a faixa de iluminação é branca e arredondada no estilo "Gaudin" da renovação do metrô da década de 2000, e as telhas em cerâmica branca biseladas recobrem a abóbada, os pés-direitos e os tímpanos. Os quadros publicitários são em cerâmica branca e o nome da estação é na fonte Parisine em placa esmaltada. Os bancos são do estilo "Akiko" de cor jade. As plataformas da linha 4 são estabelecidas abaixo do solo, o teto é constituído de um tabuleiro metálico, onde as vigas, de cor prateada, são suportadas por pés-direitos verticais. Desde 2017, elas estão em obras, no âmbito da automação da linha 4.

### Intermodalidade

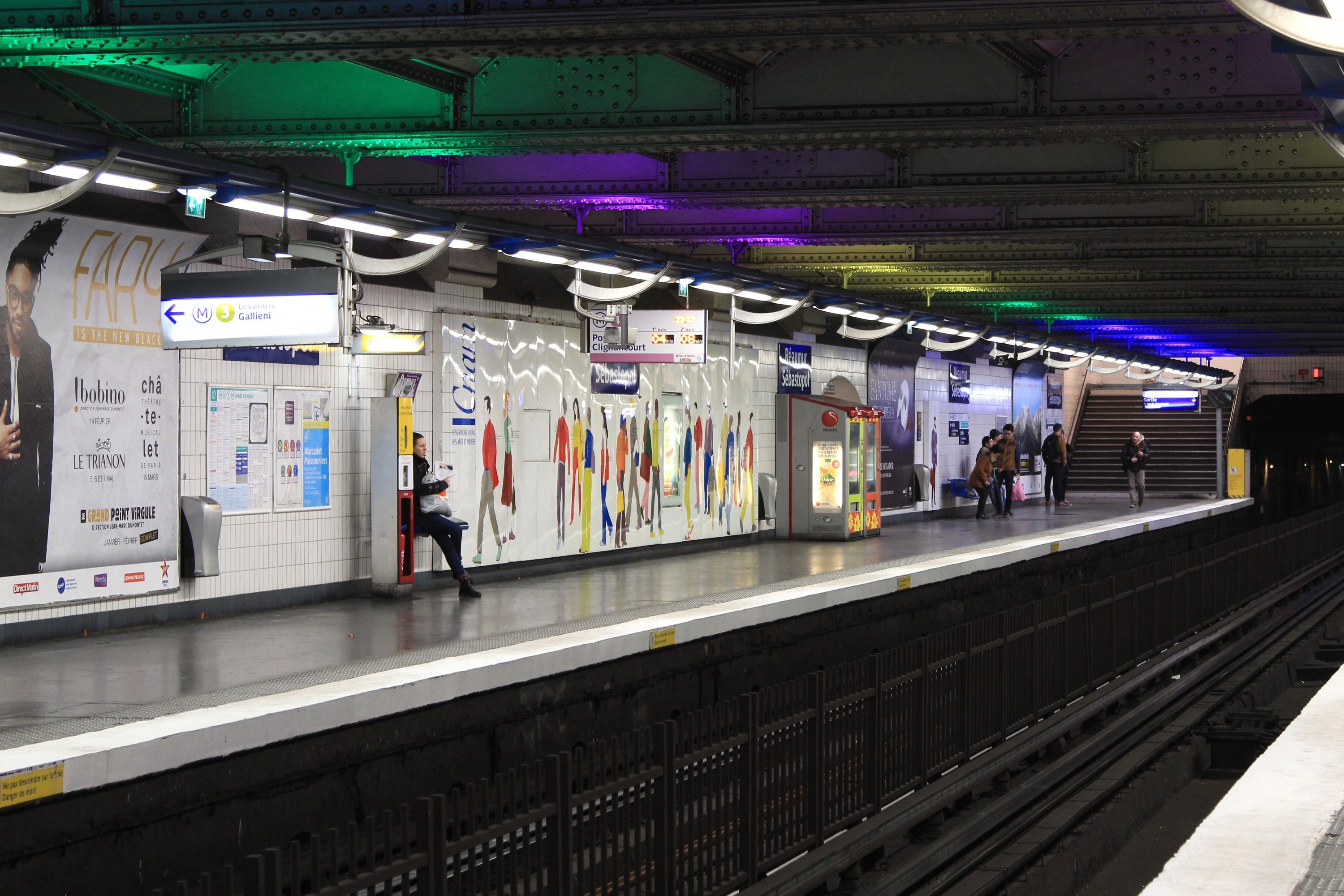
A plataforma Porte de Clignancourt da linha 4

A estação é servida pelas linhas de ônibus 20, 38, 39 e 47 da rede de ônibus RATP e, à noite, pelas linhas N12, N13, N14 e N23 da rede de ônibus Noctilien.

## Pontos turísticos
- Museu de Artes e Ofícios